# البيت الكهربائي
البيت الكهربائي (بالإنجليزية:The Electric House) هو فيلم كوميدي أمريكي صامت قصير أنتج في سنة 1922 بطولة باستر كيتون وتأليف وإخراج كيتون وإدوارد إف كلاين.

## طاقم التمثيل
- باستر كيتون
- فيرجينيا فوكس
- جو كيتون
- جو روبرتس
- مايرا كيتون
- لويس كيتون

## وصلات خارجية
- "Progressive Silent Film List: The Electric House". Silent Era. مؤرشف من الأصل في 2019-03-05. اطلع عليه بتاريخ 2008-02-26.
- البيت الكهربائي على موقع IMDb (الإنجليزية)
- البيت الكهربائي على موقع قاعدة بيانات الأفلام العربية
- البيت الكهربائي على موقع ألو سيني (الفرنسية)
- البيت الكهربائي على موقع أول موفي (الإنجليزية)
- البيت الكهربائي على موقع قاعدة بيانات الأفلام السويدية (السويدية)
- البيت الكهربائي على موقع قاعدة بيانات الفيلم (الإنجليزية)
- البيت الكهربائي على موقع ليتربوكسد (الإنجليزية)
- البيت الكهربائي على موقع كينوبويسك (الروسية)
- الفيلم القصير The Electric House متوفر للتحميل من موقع أرشيف الإنترنت [المزيد]